# NGC 4047
NGC 4047 је спирална галаксија у сазвежђу Велики медвед која се налази на NGC листи објеката дубоког неба.
Деклинација објекта је + 48° 38' 12" а ректасцензија 12h 2m 50,6s. Привидна величина (магнитуда) објекта NGC 4047 износи 12,3 а фотографска магнитуда 13,1. NGC 4047 је још познат и под ознакама UGC 7025, MCG 8-22-58, CGCG 243-37, IRAS 12002+4854, PGC 38042.